# ستيبان بوروزينيتس
ستيبان نيكولايفيتش بوروزينيتس (20 أغسطس 1922 - 26 أغسطس 2016) كان عقيدا في سلاح الجو السوفيتي و بطل الاتحاد السوفيتي.
خدم كطيار حربي لدى القوات السوفيتية خلال الحرب العالمية الثانية، وحصل على لقب بطل الاتحاد السوفيتي لتحليقه 94 طلعة جوية وتدمير المعدات الألمانية.
  في عام 1995 ذهب إلى شيكاغو لتلقي العلاج الطبي وبقي في أمريكا حتى وفاته في عام 2016.

## النشأة
ولد في 20 أغسطس 1922 في أكتوبي في منطقة أولان بكازاخستان لعائلة روسية. تخرج من المدرسة الثانوية ثم من نادي سيميبالاتينسك للطيران.

## ما بعد الحرب
نتيجة لهبوط طائرته دون معدات الهبوط على خط سكة حديد خلال الحرب العالمية الثانية، أصيب بإصابات خطيرة في العمود الفقري. 
ذهب إلى شيكاغو في عام 1995 لإجراء عملية جراحية لإزالة العديد من الأقراص الفقرية. ولم يتمكن من العودة إلى روسيا بعد انهاء العملية بسبب صحته السيئة التي منعته من القدرة على قيادة الطائرات وبالتالي فقدانه لوظيفته وهذا بدوره ادى لبقائه في أمريكا.
بسبب بقائه في أمريكا، انتقلت زوجته وابنه إلى شيكاغو فيما بعد.
قام عام 2006 بتقديم طلب للحصول على مكافأة مالية قدرها 36,410 روبل وهي مكافأة مالية تعطى لأبطال الاتحاد السوفيتي، ولكن تم رفض طلبه لأنه لم يكن يعيش في روسيا.
استأنف أمام المحكمة الدستورية لروسيا، لكن المحكمة قضت بأن المحاربين القدامى الذين يعيشون خارج روسيا ليسوا مؤهلين للحصول على المكافأة المالية.

## الجوائز
بطل الاتحاد السوفيتي، وسام لينين، وسام الراية الحمراء، ثلاث من اوسمة الحرب الوطنية، اثنين من اوسمة النجم الاحمر، والعديد من الميداليات الأخرى.